# Klaus Dechant
Klaus Dechant (* 24. Mai 1928 in Halle (Saale); † 20. Februar 2020) war ein deutscher  Politiker und Funktionär der DDR-Blockpartei DBD. Er war von 1982 bis 1990 Vorsitzender des Bezirksvorstandes Halle der DBD und gehörte von 1966 bis 1990 dem Bezirkstag Halle an.

## Leben
Dechant, Sohn eines Lehrers, besuchte die Volksschule und absolvierte zwischen 1945 und 1948 eine Lehre in der Landwirtschaft. 1949 trat er der DBD bei. Er qualifizierte sich zum Staatlich geprüften Landwirt, zum Diplom-Landwirt und promovierte 1968 zum Dr. agr. an der Hochschule für Land- und Nahrungsgüterwirtschaft in Bernburg (Saale). 
Dechant wirkte mehrere Jahre als stellvertretender Direktor des Instituts für Landwirtschaft beim Rat des Bezirkes Halle sowie als Leiter des wissenschaftlich-technischen Zentrums der Abteilung Land- und Nahrungsgüterwirtschaft des Rates des Bezirkes Halle. Ab 1977 war er Mitglied des Sekretariats des Bezirksvorstandes Halle der DBD. Von Mai 1982 bis 1990 fungierte Dechant als Vorsitzender des Bezirksvorstandes Halle der DBD und war Mitglied des Parteivorstandes der DBD.
Von 1966 bis 1990 war er Mitglied des Bezirkstages Halle. Dechant war auch Mitglied des Bezirksausschusses der Nationalen Front der DDR.

### Fußball
Dechant spielte als Jugendlicher Fußball beim Verein 96 Halle, im Anschluss an den Zweiten Weltkrieg erst bei Traktor Neugattersleben, dann in der Reservemannschaft von Wissenschaft Halle und war später Mitglied der Altherrenmannschaft des Stahl- und Walzwerks Hettstedt.
Ab 1955 war er im Bezirksfußballausschuss (BFA) Halle Mitglied der Spielkommission und der Rechtskommission, später stellvertretender BFA-Vorsitzender und hernach Vorsitzender. Dechant war Träger der goldenen Ehrennadel des Deutschen Turn- und Sportbunds und der Ehrennadel des Deutschen Fußball-Verbands.

## Schriften
- (mit Günter Frießleben): Rund um die Kartoffel. Aus der Arbeit des Arbeitskreises „Kartoffelproduktion“ des Aktivs „Feldwirtschaft“. Ständige Kommission Landwirtschaft, Halle 1963.
- Möglichkeiten der Kartoffelpflanzguterzeugung für die Konsumproduktion im Bezirk Halle. Hochschule für Land- und Nahrungsgüterwirtschaft, Bernburg 1968 (Dissertation).

## Auszeichnungen
- Vaterländischer Verdienstorden in Bronze (1977)